# Мая Бежанска
Мая Бежанска е българска актриса и певица.

## Биография
Родена е в Благоевград на 19 май 1972 г. Завършва Математическата гимназия в родния си град. От малка се занимава с куклен театър. Завършва НАТФИЗ „Кръстьо Сарафов“ със специалност „Актьорско майсторство за куклен театър“ в класа на професор Николина Георгиева през 1994 г. След това става актриса в Кукления театър в София.
Занимава се и с пеене, като е най-известна с изпълнението на „Обичам те, мила“ заедно със Стефан Вълдобрев и Камен Донев.
През април 2014 година на сцената на Театър 199 излиза в първия си моноспектакъл „Колекционерката“ от Радослав Чичев, режисиран от Катя Петрова. Получава награда за женска роля от Международния фестивал на спектаклите с един актьор „BGMOT” – Габрово 2016 за ролята си в спектакъла „Колекционерката” от Радослав Чичев.

## Телевизионен театър
- „Зелен таралеж“ (1996) (Йордан Радичков) – мюзикъл

## Филмография
- "Вина" - Сезон 2 (2024)
- „Голата истина за група Жигули“ (2021) - Катя, жената на Пухи
- „Малкият принц“ (2015) – Малкият принц (дублаж)
- „Домашен арест“ (2011 – 2013) – Анастасия
- „Маймуни през зимата“ (2006) – Доли
- „Печалбата“ (2001) – сервитьорката Ка
- „Нова приказка за стари вълшебства“ (1999) – фея
- Sinbad: The Battle of the Dark Knights (1998) – Наемник
- Urnebesna tragedija (1995) – Ирена